# Новоніколаєвський (Стерлітамацький район)
Новонікола́євський (рос. Новониколаевский, башк. Яңы Николаевский) — присілок у складі Стерлітамацького району Башкортостану, Росія. Входить до складу Наумовської сільської ради.
Населення — 60 осіб (2010; 41 в 2002).
Національний склад:
- росіяни — 93%